# Chipili (Distrikt)
Chipili ist einer von zwölf Distrikten in der Provinz Luapula in Sambia. Der Distrikt hat eine Fläche von 4317 km² und es leben 47.210 Menschen (2022) in ihm. Seine Hauptstadt ist Chipili.

## Entwicklung
Chipili ist einer der nach 2011 von dem damaligen Präsidenten Michael Sata neu gegründeten Distrikte. Er wurde im Sommer 2012 vom Distrikt Mwense abgespaltet.

## Geografie
Der Distrikt liegt im Norden des Landes. Angrenzende Distrikte in Sambia sind im äußersten Nordwesten Mwansabombwe, im Norden Kawambwa, im Osten Lupososhi, im Süden Mansa und im Westen Mwense. Ein Teil der Ostgrenze wird dabei vom Fluss Lupoposhi gebildet. Einen weiteren Teil der Ostgrenze bildet der Lufubu, der den Distrikt in seinem südlichen Zipfel durchfließt und dann einen Teil der Südgrenze bis zu seiner Mündung in den Luongo bildet. Der Luongo wiederum durchfließt den Distrikt von Nord nach Süd und bildet den westlichen Teil der Südgrenze.
Chipili ist in 6 Wards aufgeteilt:
- Chibalashi
- Mumbwe
- Mweshi
- Nalupembe
- Nkonge
- Nsenga